# Ted (Texteditor)
Ted ist ein freies Textverarbeitungsprogramm, das Textdateien im Rich Text Format (RTF) unter Linux/Unix bearbeitet.

## Eigenschaften
Ted bietet eine Grafische Benutzeroberfläche und WYSIWYG, ermöglicht auch farbliche Formatierungen, Kopf- und Fußzeilen, Fuß- und Endnoten, Tabellen, Zeichnungen und Bildern. Text kann auch als PostScript, PDF und HTML gespeichert werden.

## Voraussetzungen
Ted setzt ein X Window System voraus und greift per Motif, LessTif oder GTK+ darauf zu.